# Вершиніна Людмила Іванівна
Вершиніна Людмила Іванівна (22 січня 1928 — 19 травня 2021) — українська театральна акторка, Народна артистка УРСР (1977).

## Біографія
Народилась 22 січня 1928 року у Катеринославі (нині — Дніпро).
На сцені з 1955 року.

### Освіта та праця
У 1948 році закінчила Дніпропетровське театральне училище — акторка.
З 1948 по 1955 р.р. — Дніпропетровський театр ім. Т. Г. Шевченко.
З 1955 по 1958 р.р. — Львівський український драматичний театр ім. М. Заньковецької.
З 1958 року працює у Дніпровському академічному театрі драми і комедії.

### Вистави, у яких брала участь Людмила Вершиніна
- «Дивна місіс Севідж» — МІСІС СЕВІДЖ
- «Афінські вечори» — АННА ПАВЛІВНА
- «Мир дому твоєму» — ГОЛДА

За довге акторське життя вона створила низку яскравих значних образів у сучасній та класичній драматургії, які вирізняються глибиною втілення, витонченою формою, високим професійним рівнем.
Серед особливо вдалих сценічних робіт актриси Вершиніної можна назвати такі: 
- «П'ятнадцятирічний капітан» Аркадія Гайдара — ЖИГАН «Р. В. С.»
- «Кам'яне гніздо»  Хелли Вуолійокі — ІЛОНА АЛГРЕН
- «Підступність і кохання» — ЛУЇЗА
- «Орфей спускається в пекло»  Теннессі Вільямса — КЕРОЛ
- «Гамлет» Шекспіра" — ОФЕЛІЯ
- «Гадюка» Олексія Толстого — ОЛЬГА ЗОТОВА
- «Ревізор» М. В. Гоголя — АННА АНДРІЇВНА
- «Антоній і Клеопатра» — КЛЕОПАТРА
- «Розбійники»  Шиллера — АМАЛІЯ
- «Міщани»  М.Горького — ОЛЕНА
- «Влада темряви Л. Толстого» — МОТРОНА
- «На всякого мудреця досить простоти» Островського — МАНЕФА та інші.

## Нагороди та звання
- Орден «Знак пошани» (24 березня 1960 р.)
- Орден Трудового Червоного прапора (22 серпня 1986 р.)
- Орден Дружби (25 жовтня 2007 року, Росія) — за великий внесок у зміцнення російсько-українських культурних зв'язків
- Народна акторка УРСР (1977)
- 1 почесна громадянка м. Дніпропетровськ